# بلک‌هلث، نیو ساوت ولز
بلک‌هلث (به انگلیسی: Blackheath) یک شهرک در استرالیا است که در بلومانتینز (شهر) واقع شده‌است.